# Legmélyebb mélyföldek listája

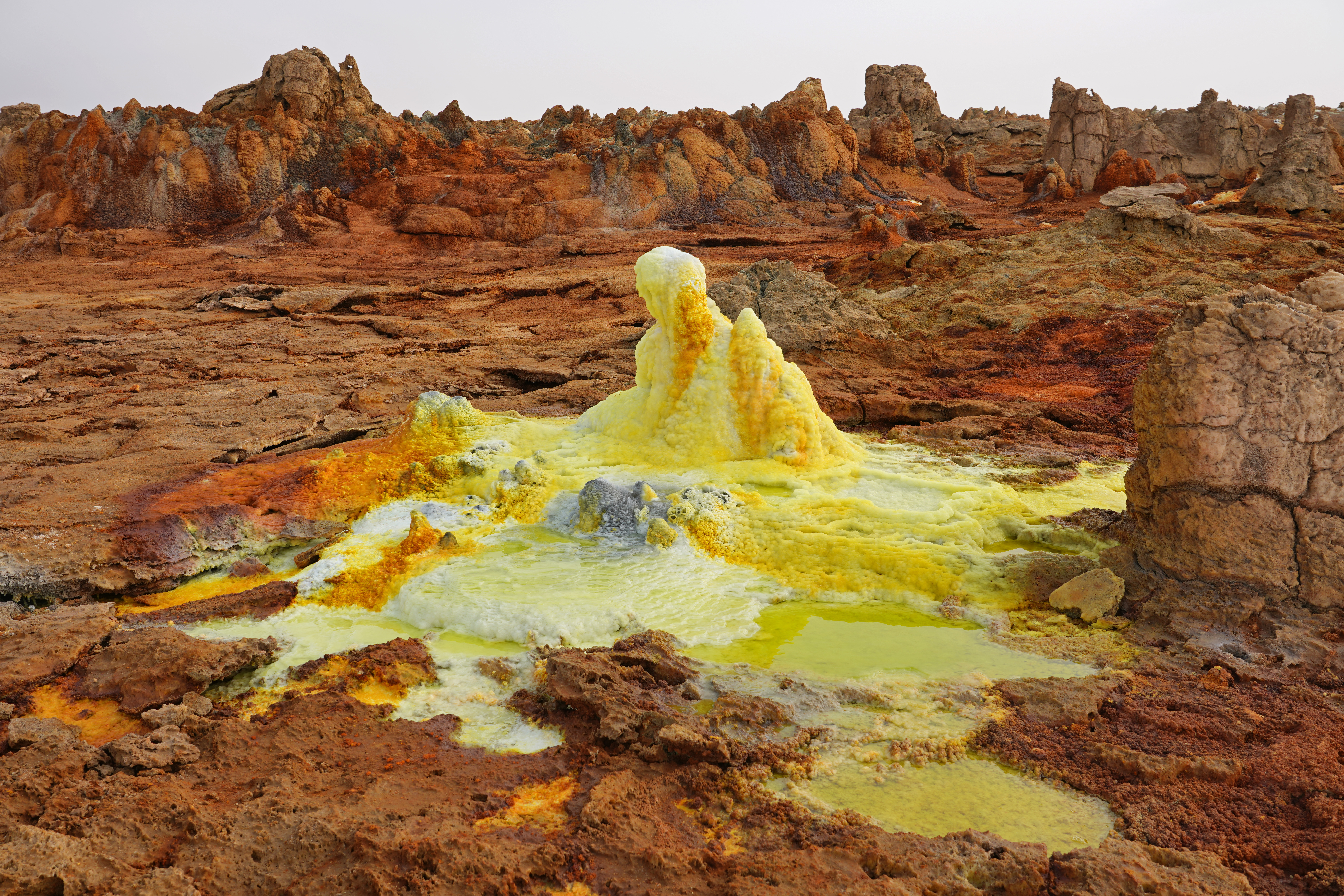
Egy mélyföld

Ebben a szócikkben a legmélyebb mélyföldek vannak listázva mélységük szerint, 2000-es adatok alapján.
| sorszám | mélyföld neve               | ország, országok          | mélység a tengerszint alatt (m) |
| ------- | --------------------------- | ------------------------- | ------------------------------- |
| 1.      | Holt-tenger árka            | Izrael-Jordánia           | 405                             |
| 2.      | Kineret-tó mélyedése        | Izrael-Szíria             | 209                             |
| 3.      | Assal-tó mélyedése          | Dzsibuti                  | 155                             |
| 4.      | Turfani-medence (-mélyedés) | Kína                      | 154                             |
| 5.      | Kattara-mélyföld            | Egyiptom                  | 133                             |
| 6.      | Karagije-mélyedés           | Kazahsztán                | 132                             |
| 7.      | Danakil-mélyföld            | Etiópia                   | 116                             |
| 8.      | Laguna del Carbón           | Argentína                 | 105                             |
| 9.      | Halál-völgy                 | USA                       | 86                              |
| 10.     | Akdzsakaja-mélység          | Türkmenisztán             | 81                              |
| 11.     | Salton-tó mélyedése         | USA                       | 72                              |
| 12.     | Kaundi-árok                 | Kazahsztán                | 57                              |
| 13.     | Ruvaján-vádi                | Egyiptom                  | 53                              |
| 14.     | Kárún-tó mélyedése          | Egyiptom                  | 45                              |
| 15.     | Enriquillo-tó mélyedése     | Dominikai Köztársaság     | 40                              |
| 16.     | Valdés-mélyföld             | Argentína                 | 40                              |
| 17.     | Szarikamisz-tó mélyedése    | Türkmenisztán-Üzbegisztán | 39                              |
| 18.     | Salina Gualicho mélyedése   | Argentína                 | 35                              |
| 19.     | Szíva-oázis                 | Egyiptom                  | 32                              |
| 20.     | Melrhir-sott mélyedése      | Algéria                   | 30                              |